# Ephippianthus sawadanus
Ephippianthus sawadanus là một loài thực vật có hoa trong họ Lan. Loài này được (Maek.) Ohwi mô tả khoa học đầu tiên năm 1953.